# Ратновская поселковая община
Ратновская поселковая община (укр. Ратнівська селищна громада) — территориальная община в Ковельском районе Волынской области Украины.
Административный центр — посёлок Ратно.
Население составляет 22023 человека. Площадь — 483,1 км².
В соответствии с распоряжением Кабинета Министров Украины от 12 июня 2020 года, в состав общины вошла территория Ратновского поселкового совета, а также Высочненского, Горниковского, Жиричевского, Здомышельского, Кортелесского, Млыновского и Проходского сельских советов упразднённого Ратновского района.

## Населённые пункты
В состав общины входят 1 посёлок и 23 села:
- Посёлок Ратно
- Горниковский старостинский округ:
  - Броды
  - Горники
  - Сельцо
- Жиричевский старостинский округ:
  - Жиричи
  - Комарово
  - Конище
  - Проход
  - Старостино
- Здомышельский старостинский округ:
  - Здомышель
  - Краска
  - Шменьки
- Кортелесский старостинский округ:
  - Берёза
  - Витень
  - Выжично
  - Высочное
  - Годынь
  - Долина
  - Доманово
  - Запоковное
  - Кортелесы
  - Косицы
  - Млыново
  - Сельца-Млыновские